# ファブリス・ルキーニ
ファブリス・ルキーニ（Fabrice Luchini、1951年11月1日 - ）はフランス・パリ出身の舞台・映画で活躍する俳優。本名はロベール（Robert）。

## 来歴
彼の家族は、野菜・果物を商うイタリア移民であった。彼の母親は、息子を美容師にするため、彼が13歳の時にパリ、マティニョン大通りのサロンへ彼を修行に出した。彼が現在用いるFabriceの名は、この時代に得たものである。ディスコでフィリップ・ラブロに出会い、1970年にラブロの作品で映画デビュー。同年より『クレールの膝』などエリック・ロメール作品に多く出演。セザール賞に6回ノミネートされており、1993年の『Tout ça... pour ça!』で助演男優賞を受賞。舞台にも数多く出演している。
独特の語り口調による朗読においても成功を収めており、ラ・フォンテーヌ(CD化もされている）やニーチェの作品、ルイ＝フェルディナン・セリーヌの『夜の果ての夢』などの、小劇場での朗読が主に知られている。インタビューでもこれらの作家や哲学者の引用によって理論を展開する姿がよく見られる。これらの文学的な知識は、彼自身の独学によって培われたものである。

## 人物
ユーモラスかつ独特な口調、身振り・手振りをすることで知られ、物まねの対象にされることも多い。また、女性好きを公言しており、テレビ番組などの中で女性賛美の台詞を頻繁に語ることが有名である。一方、実生活では女性からの束縛を好まず独身を貫いている。
公表は敢えてしていないが、子供がいることは知られており、本人曰く子供との関係は「良好で、普通の親子である」とのこと。
ソウル・ミュージックを好む。とりわけジェームズ・ブラウンの大ファンであり、公の場で物まねをする姿も見られる。

## 主な出演作品
- クレールの膝 Genou de Claire (1970)
- 聖杯伝説 Perceval le Gallois (1978)
- 飛行士の妻 La Femme de l'aviateur (1980)
- 満月の夜 Les Nuits de la pleine lune (1984)
- マックス、モン・アムール Max mon amour (1986)
- 恋愛小説ができるまで La Discrète (1990)
- 百貨店大百科 Riens du tout (1992)
- 木と市長と文化会館/または七つの偶然 L'Arbre, le maire et la médiathèque (1993)
- 可愛いだけじゃダメかしら Toxic Affair (1993)
- 愛の報酬/シャベール大佐の帰還 Le Colonel Chabert (1994)
- ボーマルシェ フィガロの誕生 Beaumarchais, l'insolent (1996)
- 男と女、嘘つきな関係 Hommes, femmes, mode d'emploi (1996)
- バルニーのちょっとした心配事 Barnie et ses petites contrariétés (2001)
- Le Coût de la vie (2003)
- 親密すぎるうちあけ話 Confidences trop intimes (2004)
- Jean-Philippe (2006)
- モリエール 恋こそ喜劇 Molière (2007)
- PARIS Paris (2008)
- 屋根裏部屋のマリアたち Les Femmes du 6ème étage (2010)
- しあわせの雨傘 Potiche (2010)
- 危険なプロット Dans la maison (2012)
- アステリックスの冒険〜秘薬を守る戦い Astérix et Obélix: Au service de Sa Majesté (2012)